# Fourdrain
Fourdrain település Franciaországban, Aisne megyében. Lakosainak száma 414 fő (2022. január 1.). Fourdrain Brie, Couvron-et-Aumencourt, Crépy, Fressancourt, Saint-Gobain, Saint-Nicolas-aux-Bois és Versigny községekkel határos.

## Népesség
A település népességének változása:
| Lakosok száma | 433  | 404  | 390  | 417  | 418  | 420  | 419  | 425  | 434  | 414  |
|               | 1968 | 1982 | 1990 | 2006 | 2013 | 2015 | 2017 | 2019 | 2020 | 2022 |